# Soft and Cuddly
Pour les articles homonymes, voir Soft et Cuddly.
Soft and Cuddly est un jeu d'action-aventure et d'horreur, développé par John George Jones et publié par The Power House sur l'ordinateur ZX Spectrum, en septembre 1987 au Royaume-Uni, puis au début de 1988 en Espagne. Le joueur incarne un homme armé d'un pistolet laser et équipé d'un réacteur dorsal. Sa mère, la Reine Androïde, a été démembrée. Le joueur doit retrouver ses morceaux éparpillées et les réassembler.
John George Jones a précédemment développé un autre jeu d'horreur, intitulé Go to Hell. Dans une interview, il déclare qu'il a développé le jeu pour son propre amusement, et a apprécié les réactions des gens vis-à-vis du jeu. La pré-version originale du jeu met en avant plus d'images macabres. Les critiques saluent les graphismes du jeu, mais sont partagés concernant les scènes réellement représentées. Certains critiques n'aiment pas la répétitivité du gameplay, mais d'autres trouvent le jeu « fun » et l'apparentent à un film d'horreur.

## Système de jeu
La Reine a emprisonné son mari, le père du personnage joueur, dans un réfrigérateur. Cependant, elle est démembrée dans un accident, exposant son mari au danger d'être attaqué par les mauvais esprits. Leur fils doit retrouver les morceaux de la Reine et les réassembler.
Soft and Cuddly est un jeu d'action-aventure surréaliste se déroulant dans un monde fantastique et d'horreur. Le joueur contrôle un personnage dans un dédale de 256 pièces, et doit collecter les huit morceaux du corps de la Reine Androïde, puis de les réassembler. Il doit d'abord trouver le réfrigérateur afin de savoir où la première partie du corps peut être trouvée. Chaque fois que le joueur retourne auprès du père emprisonné, l'emplacement de la partie du corps suivante est révélée. Une fois toutes les parties du corps récupérées et remises au réfrigérateur, le joueur doit trouver une aiguille et du fil, afin de reconstruire la reine,. L'emplacement du réfrigérateur est aléatoire au début de chaque nouvelle partie,.
Le jeu est composé d'un certain nombre de pièces et de passages avec des décors gores en arrière-plan comme une machine qui écartèle quatre bébés siamois ou encore des hommes torturés sur les chevalets. Les pièces du jeu sont remplies d'ennemis et de pièges comme des pointes dans les plafonds, des chutes d'enclumes et des lames rotatives volantes. Le personnage joueur est armé d'un pistolet laser et d'un réacteur dorsal qui est utilisé pour voler et se déplacer à travers les pièces. Le laser doit être utilisé avec modération sous peine de surchauffer et de devenir inutilisable pendant un court délai. Les décors et les surfaces peuvent être endommagés puis détruits par des tirs répétitifs de laser, permettant l'accès aux pièces adjacentes autrement inaccessibles ou exigeant de faire un détour. Le joueur commence chaque partie avec trois vies. Le jeu dispose de l'affichage d'un indicateur de puissance cardiaque, qui diminue à chaque fois que le joueur est blessé. Si le joueur perd toute sa puissance cardiaque, alors le cœur s'arrête, provoquant la perte d'une vie. Le joueur peut devenir invisible et invincible pour une période limitée, à trois reprises sur une seule vie. Lorsque le personnage est invisible, il peut tirer au laser afin de déterminer son emplacement actuel,.
D'après le manuel, il est nécessaire d'avoir des clés pour progresser. Le créateur de Soft and Cuddly admet plus tard que ce n'était même pas dans le jeu.

## Développement et sortie
Soft and Cuddly est développé par John George Jones pour le compte de The Power House. John George Jones a auparavant développé Go to Hell qui est publié en 1985 par Triple Six et qui est alors présenté comme un jeu « ...révoltant, brut et comportant des images carrément ignobles »,. Lors d'une interview publiée dans le magazine Sinclair User d'octobre 1987, le journaliste demande à Jones s'il était possédé quand il a réalisé Soft and Cuddly. À cela, il répond : « je n'ai pas conçu le jeu, parce que je suis une horrible personne, je l'ai écrit pour m'amuser ». Jones, de rajouter : « j'adore la réaction des gens, je ne supporte pas les choses « gentilles » inoffensives... ». La version originale du jeu était encore plus horrible ; les bébés étaient déchirés plutôt qu'écartelés et « ... le mouton rebondissait sur un cadavre ». Lorsqu'il lui demande combien de temps il conserverait un intérêt pour les ordinateurs, Jones révèle que ce n'est déjà plus le cas. Soft and Cuddly est publié par The Power House au cours du mois de septembre 1987 au Royaume-Uni. Le jeu sort plus tard en Espagne, au cours du premier trimestre 1988. Le jeu donne lieu à une compétition lancée par le magazine Sinclair User de novembre 1987. Le gagnant du prix a passé une journée en compagnie du personnel de The Power House, et une entrée au London Dungeon. Les autres lauréats ont reçu une copie de Soft and Cuddly ou un poster du jeu.

## Accueil
| Soft and Cuddly |      |       |
| Médias          | Pays | Notes |
| Crash           | RU   | 55 %  |
| Sinclair User   | RU   | 6/10  |
| Your Sinclair   | RU   | 7/10  |
| MicroHobby      | ES   | 7/10  |

À sa sortie, Soft and Cuddly reçoit un accueil mitigé dans la presse spécialisée, notamment pour ses graphismes, qui ne font pas l’unanimité. Pour le journaliste Jim Douglas, du magazine Sinclair User, ces derniers sont en effet « inhabituels » même s'ils se révèlent « parfois brillant ». De leur côté, les trois critiques du magazine Crash sont partagés concernant son aspect visuel. D’après Robin Candy, ces derniers sont ainsi le principal atout du jeu. Nick Roberts est moins enthousiaste à ce sujet et estime que si les graphismes sont en effet fluides et lisses, ils restent « un brin rudimentaires ». Il note en revanche que la couleur est  « très bien utilisée ». Enfin, Paul Sumner note que le jeu contient « quelques graphismes savamment animés » et qu’il est « agréablement colorés » mais estime que le jeu est « tiré vers le bas par des graphismes de mauvais goût et des décors horriblement lugubres ». Concernant le thème et l’ambiance du jeu, Jim Douglas est lui aussi très critique et décrit Soft and Cuddly comme le fait de « regarder des graphismes énormes et désagréables remuant comme une boite d'abats ». Nicks Roberts décrit également le jeu comme étant « malsain » et ajoute qu’il ne le recommande qu’à ceux « qui se coupent les ongles de pieds avec un couteau à viande ! ». Tony Lee, du magazine Your Sinclair, note lui aussi que le jeu est « très malsain » mais voit ça comme un avantage compte tenu de son « humour très noir ».
Globalement, le journaliste de MicroHobby émet un avis plutôt positif sur Soft and Cuddly qu’il décrit comme un jeu typique d’action-aventure avec une performance digne d'un film d'horreur. Pour Jim Douglas, son gameplay est au contraire « une affaire assez lassante » et il déplore que le jeu soit essentiellement construit autour du déplacement du personnage et de la récupération occasionnelle d'objets. Il décrit les ennemis du jeu comme de la « chair à canons extraterrestre » et ajoute qu'ils sont « agaçants à nous tourner autour et à saper notre énergie ». Robin Candy partage plus ou moins son avis est note que s'il est « facile de rentrer dans l'univers du jeu », celui-ci est malheureusement « ennuyeux ». Pour lui, l'exploration est en effet la meilleure partie du jeu mais elle devient répétitive. Paul Sumner estime que seuls ses graphismes sont intéressant et considère lui aussi son gameplay comme étant répétitif. Enfin, Tony Lee le considère comme un jeu amusant et déclare même l’avoir adoré.